# Гегешидзе Аркадій Спиридонович
Аркадій Спиридонович Гегешидзе (15 лютого 1902 — 10 січня 1973) — військовик ВМФ СРСР, Герой Радянського Союзу (1942).

## Життєпис
Народився 15 лютого 1902 року в селі Мелаурі (Грузія) у родині робітників. Грузин. Закінчив міське училище. працював майстром лісопилки.
З 1924 року в РСЧА. В 1927 році закінчив Грузинську об'єднану школу Закавказького військового округу з підготовки командирів РСЧА. З того ж року член ВКП(б).
У 1932 році пройшов курс КУОС при школі імені ВЦВК в Москві. З 1937 року проходить службу у Військово-морському флоті СРСР.
З червня 1941 року на фронтах німецько-радянської війни. Відзначився під час другої оборони Севастополя.
На початку листопада 1941 року, батальйон 7-ї бригади морської піхоти (Приморська армія, Північно-Кавказький фронт), яким керував капітан Гегешидзе вміло прикривав відхід радянських військ, в середині січня 1942 року перегородив шлях німецьким військам, які намагалися прорвати радянську лінію оборони. В червні 1942 року батальйон  брав участь у важких наступальних боях.
Після війни продовжив службу в ВМФ СРСР.
5 липня 1946 року полковник Гегешидзе пішов у відставку. Проживав в Тбілісі. Працював головою комітету ДТОФЛОТу Грузинської РСР.
Помер 10 січня 1973 року.

## Вшанування пам'яті
Ім'я Аркадія Спиридоновича Гегешидзе викарбувано на одній з плит в Меморіалі на честь героїв другої оборони Севастополя, де зазначені Герої Радянського Союзу, що брали участь в обороні міста.